# Новые большие неприятности
«Но́вые больши́е неприя́тности» — советский мультипликационный фильм, созданный сёстрами Брумберг в стилистике детского рисунка на студии «Союзмультфильм» в 1973 году. Скорее не продолжение, а попытка сделать более современную версию популярного фильма 1961 года. Сказка для взрослых. Последняя работа сестёр Брумберг.

## Сюжет
Та же семья, что и в первом фильме: мама, папа, брат Коля, сестра Капа. Рассказчица — маленькая девочка, которая иллюстрирует происходящие в их доме события. Идиомы воспринимаются ей буквально, что и делает происходящее комичным.
У Капы в институте — «три хвоста», мама пытается найти ей «завалящегося мужа». Коля не хочет в цеху «трубить весь день». Папа «достал из-под земли» автомобиль и неудачно «обмыл» его с приятелями. Коля взял машину, поехал на пикник со «старухами» и «поцеловал» рессору у грузовика. Папа всё чаще стал «заливать за воротник» и приходить на службу «на бровях». Дядя Лёша, найденный для Капы муж, пьёт «как лошадь», а в собутыльниках у него всё чаще папа. Тот совсем «опустился» и стал потихоньку «выносить» мамины вещи.
Известный нам по первой версии моралист дядя Федя подытожил ситуацию: «Вы подумали о том бы, как вы все виновны в том, что бутылка, хуже бомбы, развалила весь ваш дом».

## Над фильмом работали
- Авторы сценария: Морис Слободской, Яков Костюковский
- Режиссёры: Валентина Брумберг, Зинаида Брумберг
- Художники-постановщики: Лана Азарх, Валентин Лалаянц
- Художники: Галина Зеброва, Елена Вершинина, Наталия Барковская, Виталий Бобров, Владимир Шевченко, Лев Рябинин, Игорь Подгорский
- Оператор: Борис Котов
- Композитор: Юрий Саульский
- Звукооператор: Георгий Мартынюк
- Роли озвучивали: Мария Виноградова
- Редактор: Раиса Фричинская

## Оценки
Сатирический фильм «Большие неприятности» (1961) сыграл видную роль в обновлении и обогащении художественной выразительности мультипликационного рисунка, использовании метафорического языка и условности этого вида кино. В 1973 продолжение фильма с теми же персонажами — «Новые большие неприятности».— Кино: Энциклопедический словарь